# Jean-Vincent Placé
Pour les articles homonymes, voir Place.
Jean-Vincent Placé, né Kwon Oh bok le 12 mars 1968 à Séoul, est un homme politique et chef d'entreprise français. Élu sénateur dans l'Essonne en 2011, il préside le groupe écologiste au Sénat de 2012 à 2016, année où il est nommé secrétaire d’État à la Réforme de l'État et à la Simplification dans le deuxième gouvernement de Manuel Valls. De 2015 à 2018, il est président de l'Union des démocrates et des écologistes (UDE). Il est également conseiller régional d’Île-de-France jusqu'en 2021.

## Biographie

### Jeunesse
Jean-Vincent Thomas Sébastien Placé est né Kwon Oh bok à Séoul, en Corée du Sud. Adopté sous forme plénière à l'âge de sept ans par une famille française, il passe son enfance en Normandie. Son père est avocat, sa mère institutrice. Ces derniers sont politiquement de la « droite sociale normande ».
Il poursuit ses études à l’université de Caen, où il milite au sein de l'UNEF-ID. Il fréquente alors la section caennaise du Parti socialiste mais sans y adhérer. Il entre au Grand Orient de France et adhère au Mouvement des radicaux de gauche en 1992.
Après des études d'économie industrielle (il obtient une maîtrise d’économie) et de droit bancaire, il débute dans la vie professionnelle comme auditeur financier.

### Débuts en politique
Jean-Vincent Placé entre en politique en 1992 auprès de Michel Crépeau, député-maire de La Rochelle et président du groupe radical, citoyen et vert à l'Assemblée nationale, dont il devient l'assistant parlementaire de 1995 à 1999, et anime le mouvement de jeunesse du MRG.
De 1995 à 2001, Jean-Vincent Placé est conseiller municipal d’opposition à Caen, élu au titre du Parti radical de gauche sur la liste menée par Louis Mexandeau,.
Après la mort de Michel Crépeau en 1999, il adhère aux Verts.
En 2001, il s'installe à Paris où il rencontre Jean-Luc Bennahmias, alors secrétaire national des Verts, qui lui confie la direction du centre de formation des élus, le Cédis.
Il est d'abord membre du secrétariat exécutif des Verts d'Île-de-France en tant que délégué aux élections de 2002 à 2004. Il soutient la présentation de listes autonomes des Verts pour les élections régionales de 2004, choix rejeté par l'assemblée générale régionale de novembre 2003. C'est néanmoins lui qui, en tant que délégué régional aux élections, est l'un des principaux négociateurs de l'accord régional entre Les Verts et le PS.

### Premiers mandats d’élu
Jean-Vincent Placé est élu conseiller régional en avril 2004 et préside le groupe des élus Verts au conseil régional d'Île-de-France. À partir de 2005, il est membre du comité des régions (CDR) de l'Union européenne, où il représente la région Île-de-France. Il est ensuite membre des commissions « ENVE » (environnement, changement climatique, énergie) et « CIVEX » (citoyenneté, gouvernance, affaires institutionnelles et extérieures). Il est également membre du groupe de contact sur la coopération entre le comité des régions et le congrès des pouvoirs locaux et régionaux du Conseil de l'Europe. Ce groupe de contact est composé de six représentants politiques de chaque institution. Il examine des questions d'intérêt commun et assure une fonction de pilotage de la coopération globale entre les deux institutions.
Fidèle aux engagements politiques de la motion d'orientation du congrès des Verts de Bordeaux en décembre 2006, il contribue à faire rejeter la proposition d'accord entre le PS et Les Verts malgré la proposition du PS de l’investir dans la 5e circonscription de l'Essonne lors des élections législatives de 2007. À la suite du rejet de l'accord proposé, il se présente dans cette circonscription comme candidat écologiste autonome ; il est éliminé au premier tour avec 3,9 % des suffrages exprimés.
En mars 2008, il est placé en cinquième position sur la liste de Paul Loridant, maire MRC sortant des Ulis.
Jean-Vincent Placé est élu secrétaire national adjoint des Verts, délégué à l'organisation, aux régions, à la communication interne et aux relations extérieures lors du congrès des Verts à Lille en décembre 2008. Auprès de Cécile Duflot, il contribue à la réalisation du rassemblement Europe Écologie pour les élections européennes de 2009. 
À partir de juin 2009, il est membre du bureau exécutif d'Europe Écologie. Il négocie aux côtés de Pascal Durand, délégué national et porte-parole d’Europe Écologie, la constitution des listes régionales du mouvement.
Après le bon score de son parti aux élections européennes, il prône la formation de listes autonomes au premier tour des élections régionales de 2010. Il est le directeur de campagne de Cécile Duflot en Île-de-France (16,58 % au premier tour) et négocie la fusion d'entre-deux tours avec Jean-Paul Huchon et au niveau national avec Claude Bartolone. Il devient, le 26 mars 2010, deuxième vice-président du conseil régional d'Île-de-France, chargé des transports et des mobilités et, à ce titre, vice-président du Syndicat des transports d'Île-de-France.
Après le congrès d'Europe Écologie Les Verts de La Rochelle en juin 2011, il négocie l'accord législatif PS-EÉLV pour l'élection présidentielle de 2012, en sa qualité de conseiller politique de la secrétaire nationale, en concluant notamment le volet programmatique avec Michel Sapin, représentant de François Hollande.

### Sénateur et secrétaire d’État
Jean-Vincent Placé est élu sénateur aux élections sénatoriales de 2011 dans l'Essonne avec neuf autres élus écologistes. Il démissionne alors de la vice-présidence aux transports de la région Île-de-France, refusant de cumuler un mandat de parlementaire avec un exécutif local. Membre de la commission des Finances du Sénat, il est désigné comme rapporteur spécial du budget de la sécurité (police-gendarmerie). Il est l'orateur du groupe socialiste pour les dossiers budgétaires, financiers et fiscaux.
Le 10 janvier 2012, il devient président du premier groupe parlementaire écologiste de l'histoire de la République française. Le mois suivant, Jean-Vincent Placé est condamné par le tribunal correctionnel de Paris à 500 euros d'amende et 1 500 euros de dommages et intérêts pour diffamation à l'encontre du député Christian Vanneste, le tribunal estimant que, si Jean-Vincent Placé disposait d'éléments pour qualifier Christian Vanneste d'homophobe, il n'en disposait pas pour le qualifier de « raciste, voire antisémite ».
Dès novembre 2012, Jean-Vincent Placé s'affirme perplexe quant à la présence de ministres EÉLV au gouvernement tout en critiquant le « bilan bien maigre » des socialistes, six mois après leur arrivée au pouvoir.
En février 2014, il annonce qu'il figurera en quatrième position sur la liste de Sonia Dahou, maire PS sortante des Ulis, lors des élections municipales, visant un siège à la communauté d'agglomération du Plateau de Saclay. La liste est battue.
Le 1er octobre 2014, il présente sa candidature à la présidence du Sénat, mais ne recueille que 10 voix, c'est-à-dire les suffrages des seuls membres de son groupe politique.
En 2015, il publie un livre autobiographique Pourquoi pas moi !, un échec commercial puisque le livre est vendu à seulement quelques centaines d'exemplaires
Après avoir dénoncé en décembre 2014 une dérive « gauchiste » d'EÉLV, et regretté que le parti soit devenu ce qu'il décrit comme « le parti des Roms et de la Palestine », il annonce le 28 août 2015 sur Europe 1 son départ du parti écologiste, qu'il qualifie d'« astre mort, une structure morte qui donne aujourd'hui une vision caricaturale et politicienne de l'écologie », rejetant notamment la conclusion d'alliance entre EÉLV et le Front de gauche en vue des élections régionales de 2015 dans plusieurs régions de France, notamment Nord-Pas-de-Calais-Picardie, Auvergne-Rhône-Alpes et Provence-Alpes-Côte d'Azur. Quelques semaines plus tard, il participe à la création de l'Union des démocrates et des écologistes (comprenant le parti Écologistes !), un mouvement écologiste de centre gauche dont il devient le président,. 
De novembre à décembre 2015, il partage la tête du groupe écologiste au Sénat avec Corinne Bouchoux,,.
Lors du remaniement ministériel du 11 février 2016, il est nommé secrétaire d'État chargé de la Réforme de l'État et de la Simplification dans le deuxième gouvernement de Manuel Valls. Il déclare par la suite souhaiter plus de « convergence » politique transpartisane sur certains sujets, précisant se sentir économiquement plus à l'aise pour discuter avec la droite et se félicitant du soutien du député Les Républicains Frédéric Lefebvre au projet de réforme du code du travail porté par la ministre du Travail Myriam El Khomri.
En juillet 2016, il manifeste le souhait de rejoindre les forces spéciales comme réserviste citoyen, au sein du 13e régiment de dragons parachutistes (RDP) spécialisé dans le renseignement, avec le grade, attribué à titre honorifique,, de colonel, comme le permet une procédure accessible à certains acteurs de la vie publique, dont les parlementaires,. Dans cette fonction bénévole, il « contribuerait à la diffusion de l’esprit de défense ». Sa demande n'aboutit toutefois pas.
Reconduit dans ses fonctions au sein du gouvernement Bernard Cazeneuve, il soutient Manuel Valls pour la primaire citoyenne de 2017. Lors de l'élection présidentielle, Jean-Vincent Placé s'engage fin février 2017 pour Benoît Hamon, se disant séduit par ses prises de position écologistes.

### Après le gouvernement
Il redevient sénateur le 18 juin 2017, un mois après la fin de ses responsabilités ministérielles.
En septembre 2017, Jean-Vincent Placé ne se représente pas aux élections sénatoriales, faute notamment d'avoir pu trouver une liste prête à l'accueillir.
Arrêté en état d’ivresse dans la nuit du 5 avril 2018, Jean-Vincent Placé démissionne de la présidence de l'UDE le 10 avril suivant,. L’avenir du mouvement est alors incertain. Jean-Luc Bennahmias et Marie-Pierre Bresson lui succèdent en tant que co-présidents.
Toujours conseiller régional, jusqu'en 2021, mais peu assidu dans ses fonctions, il se reconvertit dans le privé : « Je fais de l'accompagnement d'entreprises, du conseil en développement », notamment en Corée du Sud et au Maroc où il a une société MAPMA à Tanger et à Casablanca (quartier Oasis) où, en 2021, il ouvre un restaurant avec Jaoued Boussakouran et Younes Mahjoubi.

### Vie privée
En couple avec Cécile Duflot quand elle devient secrétaire nationale des Verts en 2006, il rompt avec elle quelque temps plus tard. Il partage ensuite la vie d'Éva Sas, députée de la septième circonscription de l'Essonne ; ils se séparent en 2014 après avoir eu une fille née en novembre 2013.

## Prises de position et actions

### Transports
Vice-président du conseil régional d'Île-de-France délégué aux transports et mobilités de 2010 à 2011, Jean-Vincent Placé est à l'initiative de la suppression de la zone 6 de la tarification des transports franciliens et de la stabilisation de la tarification de la zone 5. En vue de l'amélioration du RER, 500 millions d'euros ont été investis dans les lignes C et D, inscrits dans la Convention spécifique transports, à la suite des négociations menées avec la ministre des Transports de l'époque, Nathalie Kosciusko-Morizet. Il porte également les transports en commun en site propre Sénart-Evry, Massy-Saclay et le tram-train Massy-Evry. Il initie les premières Assises régionales du fret, le 29 juin 2011, qui rassemblent 600 professionnels du secteur. Il défend la mise en accessibilité pour les personnes à mobilité réduite de 143 gares franciliennes dans le cadre du schéma directeur d'accessibilité.

### Biodiversité
Jean-Vincent Placé est à l'initiative en 2007 de la fondation de Natureparif, l'agence régionale de la nature et de la biodiversité d'Île-de-France, qu'il préside de 2008 à 2010. Il en devient ensuite vice-président.

### Réforme territoriale
Jean-Vincent Placé a suivi pour Les Verts les dossiers de la réforme territoriale de 2010 et été auditionné par le comité Balladur.

### Europe
En 2009 et 2010, Jean-Vincent Placé est nommé rapporteur de l'avis du comité des régions sur le « cadre stratégique actualisé pour la coopération européenne dans le domaine de l’éducation et de la formation »,.

### Obsolescence programmée
Jean-Vincent Placé a déposé une proposition de loi au Sénat le 18 mars 2013 visant à lutter contre l'obsolescence programmée et à augmenter la durée de vie des produits. Ce texte vise notamment à définir un cadre juridique pour ce phénomène, à étendre la durée légale de garantie de conformité et à garantir la mise à disposition de pièces détachées nécessaires à la réparation des biens. Il propose en outre une meilleure information des consommateurs sur ces pratiques et sur les techniques de valorisation des déchets produits. Le texte demande également au gouvernement l'élaboration d'un rapport sur l'économie de fonctionnalité. Sur la base de cette proposition de loi, un débat parlementaire a eu lieu le 23 avril 2013 sur l'obsolescence programmée.

### Club de réflexion
Début septembre 2013, Jean-Vincent Placé lance son club de réflexion politique, qu'il baptise « Écologie et République », qui a pour but de traiter des sujets peu abordés par son parti, notamment la politique étrangère, la sécurité ou encore la laïcité. Devenu « Club Erel » (Écologie, République et Libertés), il co-préside ce groupe de réflexion avec la sénatrice EÉLV Esther Benbassa.

## Controverses et affaires judiciaires

### Non paiement d'infractions routières
En 2010 puis en décembre 2013, Le Canard enchaîné dévoile que Jean-Vincent Placé a accumulé une centaine d'infractions routières commises sur la période 2004-2010 avec une voiture de fonction du conseil régional, sans payer ses procès-verbaux. La région Île-de-France demande à Jean-Vincent Placé de payer ses amendes, soit 18 161 euros, correspondant à 133 amendes pour stationnements interdits et excès de vitesse. Pour sa défense, il indique qu'il « n'est pas un homme de chiffres ». En avril 2014, il déclare avoir réglé cette somme.

### Victime d'une agression
Le 3 septembre 2017 à Paris, il est victime d'une agression et se fait voler avec violence plusieurs effets personnels, notamment la montre de luxe qu'il porte au poignet. Il déclare alors envisager d'arrêter la politique.

### Condamnation pour outrage en état d'ivresse
Dans la nuit du 4 au 5 avril 2018, il est placé en garde à vue au commissariat du 5e arrondissement de Paris pour insultes racistes et outrage à agents alors qu'il se trouvait en état d'ivresse,,. La garde à vue est levée le 6 avril 2018 et il est présenté au parquet de Paris. Une semaine après les faits, il reconnaît être alcoolique lors d'une interview pour Paris Match : « J’ai réalisé que, dans les derniers mois, j’avais bu excessivement en diverses circonstances. Il y a eu des excès, de l’alcoolisme. J’assume le mot. C’est une maladie, l’alcoolisme »,. Cette polémique contrarie ses plans de reconversion dans le privé, alors qu'il était pressenti pour devenir administrateur du groupe Suez. Le 11 juillet 2018, le procureur requiert six mois de prison avec sursis, une mise à l’épreuve de deux ans et 1 000 euros d’amende. Le jugement est mis en délibéré au 10 septembre. Il est condamné à trois mois de prison avec sursis et 1 000 euros d'amende.

### Condamnation pour harcèlements sexuels et accusations d’agressions sexuelles
En 2021, il est condamné à 5 000 euros d’amende pour des faits de harcèlement sexuel quand il était secrétaire d’État, commis sur une gendarme affectée à la sécurité de son logement de fonction et qui était de faction à l'entrée du bâtiment. 
La même année, il est accusé de harcèlement et agressions sexuelles par une ancienne collaboratrice ; une plainte a été déposée pour des faits qui auraient été commis de 2012 à 2016. Il est placé en garde à vue pour ces faits le 28 mars 2022 puis mis en examen pour « agressions sexuelles » et « harcèlement sexuel » et placé sous contrôle judiciaire le 29 mars 2022,.
Le 6 septembre 2024, il est mis en examen pour agression sexuelle sur une femme pour des faits commis à l’étranger en octobre 2017.
Un procès est requis.

## Détail des mandats et fonctions

### Au gouvernement
- 11 février 2016 – 10 mai 2017 : secrétaire d’État chargé de la Réforme de l’État et de la Simplification.

### Au Sénat
- 1er octobre 2011 – 11 mars 2016 : sénateur, élu dans le département de l'Essonne.
- 11 janvier 2012 – 14 février 2016 : président du groupe écologiste au Sénat.
- 18 juin – 1er octobre 2017 : sénateur, élu dans le département de l'Essonne[75].

### Au niveau local
- 28 mars 2004 – 27 juin 2021 : conseiller régional d'Île-de-France.
- 16 mars 2008 – 30 novembre 2011 : conseiller municipal des Ulis[76].
- 26 mars 2010 – 10 janvier 2012 : vice-président du conseil régional d'Île-de-France[77].

## Décoration
- Chevalier de l'ordre national du Mérite (2009)[1]. Suspendu le 9 janvier 2020 pour une durée d’un an[78].

## Publication
- Pourquoi pas moi !, avec Rodolphe Geisler, Paris, Plon, 2015  (ISBN 978-2-259-23011-7).